# Romain Noble
Pour les articles homonymes, voir Noble.
Romain Noble, né le 24 juin 1980 à Bordeaux, est un escrimeur handisport français.

## Carrière
C’est en 1994 à l’âge de 14 ans que Romain Noble découvre l’escrime. Malgré une malformation congénitale, il concourt en compétition avec les valides pendant de nombreuses années.
Romain Noble est titulaire d'un baccalauréat professionnel en comptabilité et gestion. En 2008, il change de cap : c’est désormais en handisport que Romain Noble pratique le sabre et l’épée. Il décroche son premier titre international en 2009 au Championnat d’Europe où il termine sur la deuxième place du podium en individuel en sabre et sur la première marche en équipe épée et sabre. 2010 et 2011 sont deux années très riches en médailles, notamment au championnat du monde et sur les étapes de Coupe du monde.
En 2011, parallèlement à sa carrière de sportif de haut niveau, Romain Noble intègre le dispositif « Athlètes SNCF » en tant qu’assistant programmateur à l'infrapôle de Bordeaux. Ce dispositif le détache à 100 % en 2012 afin de faciliter ses entraînements quotidiens et lui permettre de rentrer des Jeux paralympiques de Londres avec une médaille d’argent.
L'année 2018 de Romain Noble est marquée par une médaille de bronze en équipe aux Championnats du Monde à Tbilissi (Georgie) et par une médaille d'argent en équipe aux Championnats d'Europe à Terni (Italie). En individuel, Romain remporte la médaille d'or aux Championnats de France.
En 2022, il quitte le dispositif « Athlètes SNCF ».

## Palmarès
- Jeux paralympiques
  -  Médaille d'or à l'épée par équipes aux Jeux paralympiques d'été de 2016 à Rio de Janeiro
  -  Médaille d'argent à l'épée individuelle aux Jeux paralympiques d'été de 2012 à Londres[3]
  -  Médaille de bronze au fleuret par équipes aux Jeux paralympiques d'été de 2020 à Tokyo

- Championnats du monde
  -  Médaille d'or au sabre par équipes aux championnats du monde 2010 à Paris
  -  Médaille d'or à l'épée par équipes aux championnats du monde 2010 à Paris
  -  Médaille d'or au sabre par équipes aux championnats du monde 2011 à Catane
  -  Médaille d'or à l'épée par équipes aux championnats du monde 2015 à Eger
  -  Médaille d'argent à l'épée par équipes aux championnats du monde 2011 à Catane
  -  Médaille d'argent à l'épée individuelle aux championnats du monde 2011 à Catane
  -  Médaille d'argent à l'épée individuelle aux championnats du monde 2013 à Budapest
  -  Médaille d'argent au sabre individuel aux championnats du monde 2013 à Budapest
  -  Médaille d'argent à l'épée par équipes aux championnats du monde 2017 à Rome
  -  Médaille d'argent à l'épée par équipes aux championnats du monde 2019 à Cheongju
  -  Médaille de bronze au sabre individuel aux championnats du monde 2010 à Paris
  -  Médaille de bronze au sabre individuel aux championnats du monde 2011 à Catane
  -  Médaille de bronze à l'épée par équipes aux championnats du monde 2013 à Budapest
  -  Médaille de bronze au sabre par équipes aux championnats du monde 2013 à Budapest
  -  Médaille de bronze à l'épée par équipes aux championnats du monde 2018 à Tbilissi

- Coupe du monde
  - Numéro 1 au classement mondial (épée) sur la saison 2009-2010
  - Numéro 1 au classement mondial (sabre) sur la saison 2009-2010
  - Numéro 1 au classement mondial (sabre) sur la saison 2010-2011

### Championnat d'Europe
- 2018 à Terni,  Italie
  -  Médaille d'argent à l'épée par équipe
- 2016 à Turin,  Italie
  -  Médaille d'or au sabre par équipe
  -  Médaille d'argent au sabre en individuel[4]
  -  Médaille d'argent à l'épée par équipe
- 2014 à Strasbourg,  France
  -  Médaille d'or au sabre en individuel et à l'épée par équipe
  -  Médaille d'argent à l'épée en individuel et au sabre par équipe
- 2011 à Sheffield,  Royaume-Uni
  -  Médaille d'or au sabre et à l'épée en individuel et par équipe
- 2009 à Varsovie 🇵🇱  Pologne
  -  Médaille d'or au sabre et à l'épée par équipe
  -  Médaille d'argent au sabre

### Championnat de France
- Médaille d’or  à l’épée – 2018
- Médaille d’or  à l’épée – 2017
- Médaille d’or au sabre et à l’épée – 2015
- Médaille d’or au sabre et à l’épée – 2014
- Médaille d’or au sabre et à l’épée – 2013
- Médaille d’or au sabre – 2012
- Médaille d’argent à l’épée – 2012
- Médaille d’or au sabre et à l’épée – 2010
- Médaille d’or au sabre et à l’épée – 2009
- Médaille d’or à l’épée – 2019
- Médaille d’argent au sabre – 2019

## Distinctions
- Chevalier de la Légion d'honneur (2016)[5]
- Chevalier de l'ordre national du Mérite (2012)[6]